# Sillón de dragones

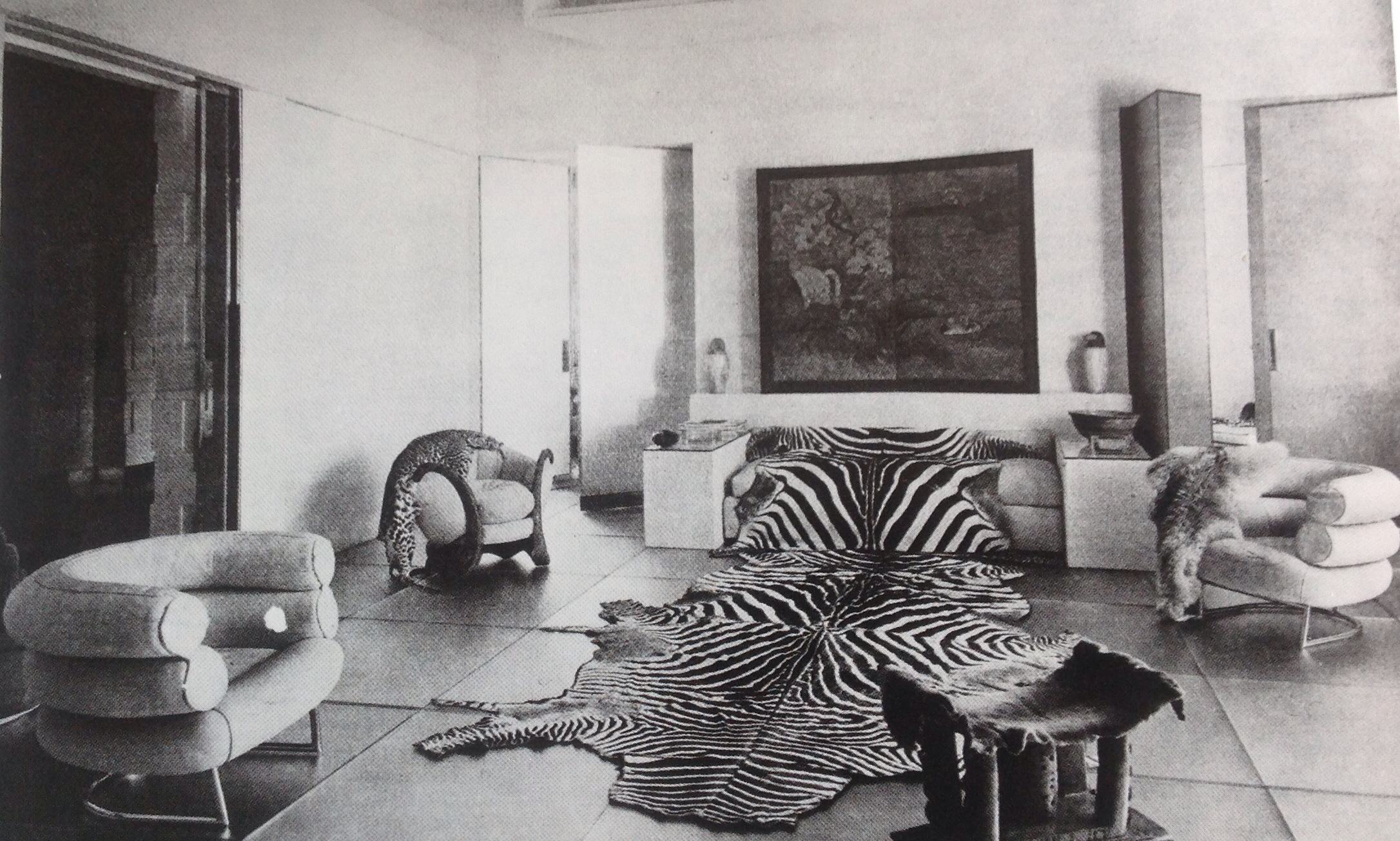
Salón de cristal, diseñado por Paul Ruaud con mobiliario de Eileen Gray para Madame Mathieu-Levy (Juliette Lévy), diseñadora de sombreros de la boutique J. Suzanne Talbot, 9, rue de Lota, París, 1922

El sillón de dragones (en francés: «Fauteuil aux dragons») es un mueble diseñado por la arquitecta y diseñadora irlandesa Eileen Gray entre 1917 y 1919. El «sillón de dragones» se vendió por €21,905,000 en 2009, estableciendo un nuevo récord para las piezas de arte decorativo del siglo XX.

## Diseño
El sillón de madera tapizado cuenta con dos estilizados dragones laqueados. Mide 61 cm por 91 cm.

El sillón fue descrito de esta manera por los subastadores de Christie's:

"Como pétalos que se despliegan, tapizado con cuero marrón, con un marco de madera esculpida, laqueado en tonos de naranja amarronado con detalles plateados y moldeado como una serpentina, destacan los cuerpos entrelazados de dos dragones, con ojos laqueados en negro sobre fondo blanco y cuerpos decorados en bajo relieve con nubes estilizadas".

Christie's también comentó que el sillón "...sintetiza todo lo que era tan personal y tan mágico de la primera etapa íntimamente expresiva de la carrera de la señorita Gray; sorprendente, imaginativo, sutilmente esculpido y diseñado, una obra maestra en cuanto a inventiva y a ejecución». Jennifer Goff, la curadora del National Museum of Ireland (Museo Nacional de Irlanda) responsable de la exposición permanente de la obra de Gray, dijo que el sillón «representaba perfectamente a su creadora porque era completamente único [y] más bien excéntrico».
Las imágenes de dragones y de nubes representadas en el sillón se han relacionado con la iconografía del arte chino tradicional, y los reposabrazos fluidos decorados con grabados se han comparado a "monstruos marinos», dándole el nombre de «sillón de dragones».
Gray diseñó el sillón entre 1917 y 1919, aplicando la laca manualmente y dejándola reposar en su húmedo cuarto de baño, antes de pulir la madera durante días.

## Historia
La primera propietaria del sillón fue la mecenas de Gray, Suzanne Talbot. En 1971, fue adquirido por la marchante de arte parisina Cheska Vallois por $2700, y posteriormente fue vendido por Vallois al diseñador francés Yves Saint Laurent en 1973. La casa de subastas Christie's subastó el sillón en París como parte de la colección de Yves Saint Laurent y Pierre Bergé en febrero de 2009. Se vendió por €21,905,000 frente a una estimación preventa de 2 a 3 millones de euros, estableciendo un nuevo récord para las piezas de arte decorativo del siglo XX. Su precio de venta destronó al anterior récord que era de $22 millones. La compradora de 2009 fue una vez más Cheska Vallois, declarando que el coste de adquirir el sillón era "el precio del deseo». Se desconoce para quién compró el sillón Vallois, aunque en marzo de 2009 se publicó erróneamente que sus clientes eran Henry y Marie-Josée Kravis.